# Kate Winslet
Kate Elizabeth Winslet (Reading (Berkshire), 5 oktober 1975) is een Britse actrice. Ze kreeg voor haar hoofdrol in The Reader in 2009 een Oscar. Daarnaast werden haar meer dan 70 andere filmprijzen toegekend, waaronder Golden Globes voor Revolutionary Road, The Reader, Mildred Pierce en Steve Jobs, BAFTA Awards voor Sense and Sensibility, The Reader en Steve Jobs en European Film Awards voor Iris en Titanic.
In haar geboorteplaats is de Winslet Place naar haar vernoemd. Deze ligt op de plek van een gesloopte bioscoop. 

## Carrière
Winslets carrière begon in 1991 met een optreden in een aflevering van Dark Season, een sciencefiction televisieserie van BBC One. In 1994 maakte haar filmcarrière een sprong toen ze haar eerste hoofdrol speelde als Juliet Hulme in Heavenly Creatures van Peter Jackson. Sindsdien speelde ze in verschillende films, waaronder de succesvolle film Titanic uit 1997, die elf Oscars won. Winslet zelf werd in totaal zeven keer genomineerd voor een Oscar. Ze is de jongste actrice die zes of meer Oscarnominaties op haar naam heeft staan.
In 2001 nam Winslet de single What If op. Deze is opgenomen voor de soundtrack van de film Christmas Carol: The Movie. Dit nummer stond zowel in Engeland als in Nederland en België geruime tijd in de top 40. Winslet heeft echter aangegeven dat dit een eenmalig uitstapje was. Ze is niet van plan een zangcarrière te beginnen. Dat ze kan zingen bewees ze trouwens ook in Heavenly Creatures, waar ze zelf een passage uit "Sono andati" van Puccini ten gehore brengt.
Op 11 januari 2009 was Winslet de grote winnares bij de Golden Globes; ze won de prijs voor "Beste Vrouwelijke Hoofdrol in een Dramafilm" voor Revolutionary Road en voor "Beste Vrouwelijke Bijrol" voor The Reader. Elf dagen later werd ze voor haar rol in The Reader genomineerd voor een Oscar voor beste actrice. Dit betekende voor de actrice haar zesde Oscarnominatie. Op 22 februari nam ze deze Oscar ook daadwerkelijk in ontvangst.
In 2014 kreeg Winslet een ster op de Hollywood Walk of Fame.
In 2016 kreeg zij voor haar rol in de film Steve Jobs haar vierde Golden Globe.

## Privé
Op 22 november 1998 trouwde ze met assistent-regisseur Jim Threapleton, met wie ze op 12 oktober 2000 een dochter, Mia Threapleton, kreeg. In 2001 strandde haar huwelijk met Threapleton en begon ze een relatie met regisseur Sam Mendes. Winslet en Mendes trouwden op 24 mei 2003 en later dat jaar kregen ze een zoon. Op 15 maart 2010 werd bekend dat de twee uit elkaar waren gegaan. In december 2012 trouwde ze met Edward Abel Smith. Ook uit dit huwelijk volgde een zoon.
Winslet is sinds de opnames van Titanic goed bevriend met acteur Leonardo DiCaprio.

## Discografie
| Single met eventuele hitnotering(en) in de Nederlandse Top 40 | Datum van verschijnen | Datum van binnenkomst | Hoogste positie | Aantal weken | Opmerkingen                           |
| ------------------------------------------------------------- | --------------------- | --------------------- | --------------- | ------------ | ------------------------------------- |
| What If                                                       | 16-11-2001            | 22-12-2001            | 3               | 15           | Soundtrack Christmas Carol: The Movie |

| Single met hitnotering(en) in de Vlaamse Ultratop 50 | Datum van verschijnen | Datum van binnenkomst | Hoogste positie | Aantal weken | Opmerkingen                           |
| ---------------------------------------------------- | --------------------- | --------------------- | --------------- | ------------ | ------------------------------------- |
| What If                                              | 16-11-2001            | 08-12-2001            | 1 (6wk)         | 20           | Soundtrack Christmas Carol: The Movie |

## Prijzen

### Academy Awards (Oscars)
- 1996 - Sense and Sensibility - Best Actress in a Supporting Role (genomineerd)
- 1998 - Titanic - Best Actress in a Leading Role (genomineerd)
- 2002 - Iris - Best Actress in a Supporting Role (genomineerd)
- 2005 - Eternal Sunshine of the Spotless Mind - Best Actress in a Leading Role (genomineerd)
- 2007 - Little Children - Best Actress in a Leading Role (genomineerd)
- 2009 - The Reader - Best Actress in a Leading Role (gewonnen)
- 2016 - Steve Jobs - Best Actress in a Supporting Role (genomineerd)

### Golden Globes
- 1996 - Sense and Sensibility - Best Performance by an Actress in a Supporting Role in a Motion Picture (genomineerd)
- 1998 - Titanic - Best Performance by an Actress in a Motion Picture - Drama (genomineerd)
- 2002 - Iris - Best Performance by an Actress in a Supporting Role in a Motion Picture (genomineerd)
- 2005 - Eternal Sunshine of the Spotless Mind - Best Performance by an Actress in a Motion Picture - Comedy or Musical (genomineerd)
- 2007 - Little Children - Best Performance by an Actress in a Motion Picture - Drama (genomineerd)
- 2009 - Revolutionary Road - Best Performance by an Actress in a Motion Picture - Drama (gewonnen)
- 2009 - The Reader - Best Performance by an Actress in a Supporting Role in a Motion Picture (gewonnen)
- 2012 - Carnage - Best Performance by an Actress in a Motion Picture - Comedy or Musical (genomineerd)
- 2012 - Mildred Pierce - Best Performance by an Actress in a Mini-Series or Motion Picture Made for Television (gewonnen)
- 2014 - Labor Day - Best Performance by an Actress in a Motion Picture - Drama (genomineerd)
- 2016 - Steve Jobs - Best Performance by an Actress in a Supporting Role in a Motion Picture (gewonnen)
- 2022 - Mare of Easttown - Best Leading Actress in a Mini-Series (gewonnen)

### BAFTA Awards
- 1996 - Sense and Sensibility - Best Supporting Actress (gewonnen)
- 2002 - Iris - Best Supporting Actress (genomineerd)
- 2005 - Eternal Sunshine of the Spotless Mind - Best Leading Actress (genomineerd)
- 2005 - Finding Neverland - Best Leading Actress (genomineerd)
- 2007 - Little Children - Best Leading Actress (genomineerd)
- 2009 - The Reader - Best Leading Actress (gewonnen)
- 2009 - Revolutionary Road - Best Leading Actress (genomineerd)
- 2016 - Steve Jobs - Best Supporting Actress (gewonnen)